# 산테나
산테나(이탈리아어: Santena, 피에몬테어: Santna)는 이탈리아 피에몬테주의 토리노 광역시에 있는 코무네로, 토리노에서 남동쪽으로 약 15km(9mi) 정도 떨어진 포강변 오른쪽에 위치해 있다.
1345년 4월 22일에 구엘프와 기벨린 사이에서 벌어진 가메나리오 전투로 유명하다. 1712~1720년에 카를로 오타비오 벤소(Carlo Ottavio Benso)가 지은 성 등이 있다. 그곳에는 1856년 프랑스의 나폴레옹 3세가 카밀로 벤소 카보우르 백작에게 기증한 꽃병을 비롯해 그곳에 살았던 가족들의 가구들이 남아 있다. 인근에는 18세기 초 카보우르의 아버지, 미켈레 주세페 프란체스코 안토니오 벤소, 제4대 카보우르 후작(1781-1850)이 지은 23 헥타르 (57 ac) 영국식 조경 정원이 있다.
산테나는 키에리, 캄비아노, 트로파렐로, 포이리노, 빌라스텔로네와 접해 있다.